# Juiz de Fora
Juiz de Fora är en stad och kommun i östra Brasilien och ligger i delstaten Minas Gerais. Befolkningen uppgår till cirka en halv miljon invånare.

## Historia
Staden härrör från bebyggelse längs vägen Caminho Novo, vilken anlades i början av 1700-talet och bland annat användes av guldletare på väg mellan Rio de Janeiro och guldfyndigheter i Minas Gerais. När guldletandet avtog utvecklades i stället kaffeodlandet i området och Juiz de Fora växte fram på den plats där byn Santo Antônio do Paraibuna (grundad 1713) låg längs vägen. Juiz de Fora fick kommunrättigheter den 31 maj 1850.

## Administrativ indelning
Kommunen var år 2010 indelad i fyra distrikt:
- Juiz de Fora
- Rosário de Minas
- Sarandira
- Torreões

## Befolkningsutveckling
| Område              | Areal (km²)   | Invånarantal 1 augusti 2000 | Invånarantal 1 augusti 2010 | Invånarantal 1 juli 2014 |
| ------------------- | ------------- | --------------------------- | --------------------------- | ------------------------ |
| Kommun              | 1 435,66      | 456 796                     | 516 247                     | 550 710                  |
| Urban befolkning    | Ingen uppgift | 453 002                     | 510 378                     | Ingen uppgift            |
| ...varav centralort | Ingen uppgift | 450 142                     | 506 841                     | Ingen uppgift            |